# مراد فهمی
مراد فهمی (انگلیسی: Mourad Fahmy; ۱ ژوئیهٔ ۱۹۱۰ – ۱ سپتامبر ۱۹۸۳) بازیکن و مربی فوتبال اهل مصر بود.
وی از سال ۱۹۶۱ تا ۱۹۸۳ دبیرکل کنفدراسیون فوتبال آفریقا بوده است.